# Крокодил Данді 2
Крокодил Данді 2 (англ. Crocodile Dundee II) — австралійський пригодницький фільм 1988 року.

## Сюжет
Мік Данді і Сью Чарлтон живуть разом у Нью-Йорку. Мік ніяк не може звикнути до міського життя й іноді не поступається своєю звичкою половити рибу динамітом біля Статуї Свободи. Однак його популярність, завдяки статті, яку свого часу написала Сью, дозволяє залагоджувати конфлікт з владою. Щоб не нудьгувати, Мік намагається знайти роботу, знаходить спільну мову з афроамериканцем Лероєм, який створює собі імідж крутого хлопця, насправді будучи лише звичайним дрібним продавцем канцелярських товарів.
Колишній друг Сью, Боб Теннер, сам не бажаючи того, потрапляє в поле зору колумбійської мафії, зробивши кілька фотознімків, компрометуючих наркобарона Ріко. Боб встигає послати знімки Сью, довіряючи тільки їй. Торговці дізнаються про це, прослухавши телефон у готелі, в якому він зупинився, і тут же вбивають його. Луїс Ріко і його головорізи їдуть у Нью-Йорк, щоб перехопити лист. Сью беруть ув заручники і вимагають повернути плівку, проте по телефону дізнаються, що лист з плівкою взяв Мік. Міка намагаються змусити віддати заповітну плівку в обмін на наречену. Спочатку вимагають принести лист на станцію метро, проте Мік розуміє, що швидше за все його обманюють, і, за допомогою двох японських туристів, знешкоджує бандита, який прийшов за плівкою. Через деякий час до Міка приходить бандит Філіппе, якого Міку вдається знешкодити самотужки. Підвісивши його за ноги на балконі, Мік отримує від бандита інформацію про місцезнаходження Ріко в Нью-Йорку. Маєток Ріко розташовується на Лонг-Айленді. Разом з Лероєм Мік приїжджає до маєтку, де перебуває Сью, але виявляється, що він обладнаний найсучаснішою системою безпеки: телекамери та інфрачервоні промені. Лерой зв'язується з нью-йоркськими хуліганами-панками, щоб ті відвернули увагу охорони. Панки починають хуліганити навколо маєтку, влаштувавши жахливе виття. У цей час Мік проникає в будівлю і, з'ясувавши, в якій кімнаті знаходиться Сью, вибиває двері статуєю, покалічивши самого Ріко. Сью і Мік виходять неушкодженими.
Наркоторговці не заспокоюються і переслідують парочку всюди, навіть обстрілюють їх квартиру. Відомство по боротьбі з наркотиками не в змозі забезпечити належного захисту, і Мік разом зі Сью знаходять притулок у Австралії. Ріко переслідує їх навіть там. У напарника Ріко, Мігеля, в тих же місцях проживає приятель Френк. Гангстери викрадають друга Міка, Волтера Райлі, і змушують Данді здатися, погрожуючи вбити Волтера. Але Мік злегка ранить Волтера пострілом з гвинтівки, після чого бандити беруть Волтера в провідники, повіривши, що він добре знає місця в окрузі і виведе їх на слід Данді. Мік починає знущатися над бандитами. Спочатку за допомогою живого буйвола, мотузки і ліфчика Сью він викрадає Френка, потім — бандита Гарсію, коли той йде на річку по воду для кави. Вночі Мік влаштовує напад летючих лисиць на бандитів, а потім підкидає їм мішок з живим пітоном. На ранок зграя виявляє, що пропав їхній приятель Хосе. Два бандити, Деннінг та Ерскін, вирішують втекти від Ріко і Мігеля, наплювавши на обіцяні гроші, але Ерскін потрапляє до рук аборигенів — друзів Данді, а Деннинг отримує по пиці від Донка — друга Міка. Волтер, Ріко і Мігель йдуть слідами Данді, спеціально залишеним для них. Мік заманює бандитів у Джаба Пойнт, дорога до якого лежить через річку з крокодилами. Ріко вимагає Волтера переходити першим, Волтера хапає і тягне на дно крокодил. Цим крокодилом виявляється Данді, що начепив на себе шкуру. Ріко і Мігель переходять річку і направляються по слідах Данді, але розуміють, що просто так їм не вдасться розправитися з ним. Ріку спадає на думку підпалити ліс і змусити Данді виявити себе. Але Мік за допомогою друзів — аборигенів ловить Ріко і міняється з ним одягом. Мігель забирається на скелю і вбиває, як йому здається, Данді. Сью, яка прийшла туди ж разом з Волтером, вбиває Мігеля одним пострілом. Волтер стріляє, як йому здалося, у Ріко. Через деякий час до них підходить абориген Чарлі і хвалить Волтера, що той не вміє стріляти, бо він ледь не вбив переодягненого Данді. У цей час Мік забирається на скелю. Сью, усвідомивши що Мік живий, біжить йому назустріч. Закохані розуміють, що їм вже не розлучитися ніколи. Сью вирішує залишитися жити в Австралії.

## У ролях
| Актор            | Роль                        |
| ---------------- | --------------------------- |
| Пол Гоґан        | Майкл Джей «Крокодил» Данді |
| Лінда Козловські | Сью Чарлтон                 |
| Джон Мейллон     | Волтер Рейлі                |
| Ерні Дінго       | Чарлі                       |
| Стів Рекмен      | Донк                        |
| Джеррі Скілтон   | Наггер                      |
| Стівен Рут       | агент УБН                   |
| Гас Меркуріо     | Френк                       |
| Джим Голт        | Ерскін                      |
| Алек Вілсон      | Деннинг                     |
| Меггі Блінко     | Іда                         |
| Гехтер Убаррі    | Луїс Ріко                   |
| Хуан Фернандес   | Мігель                      |
| Чарльз С. Даттон | Лерой Браун                 |
| Луїс Гузман      | Хосе                        |